# Lisebergshallen
Lisebergshallen war eine Mehrzweckhalle (Multifunktionsarena) am Haupteingang von Liseberg in Göteborg. Das Gebäude wurde im Oktober 1980 fertiggestellt und 2019 abgerissen. Die Arena wurde hauptsächlich für Sportveranstaltungen, aber auch für Konzerte, Aufführungen und Kongresse genutzt.

## Nutzung

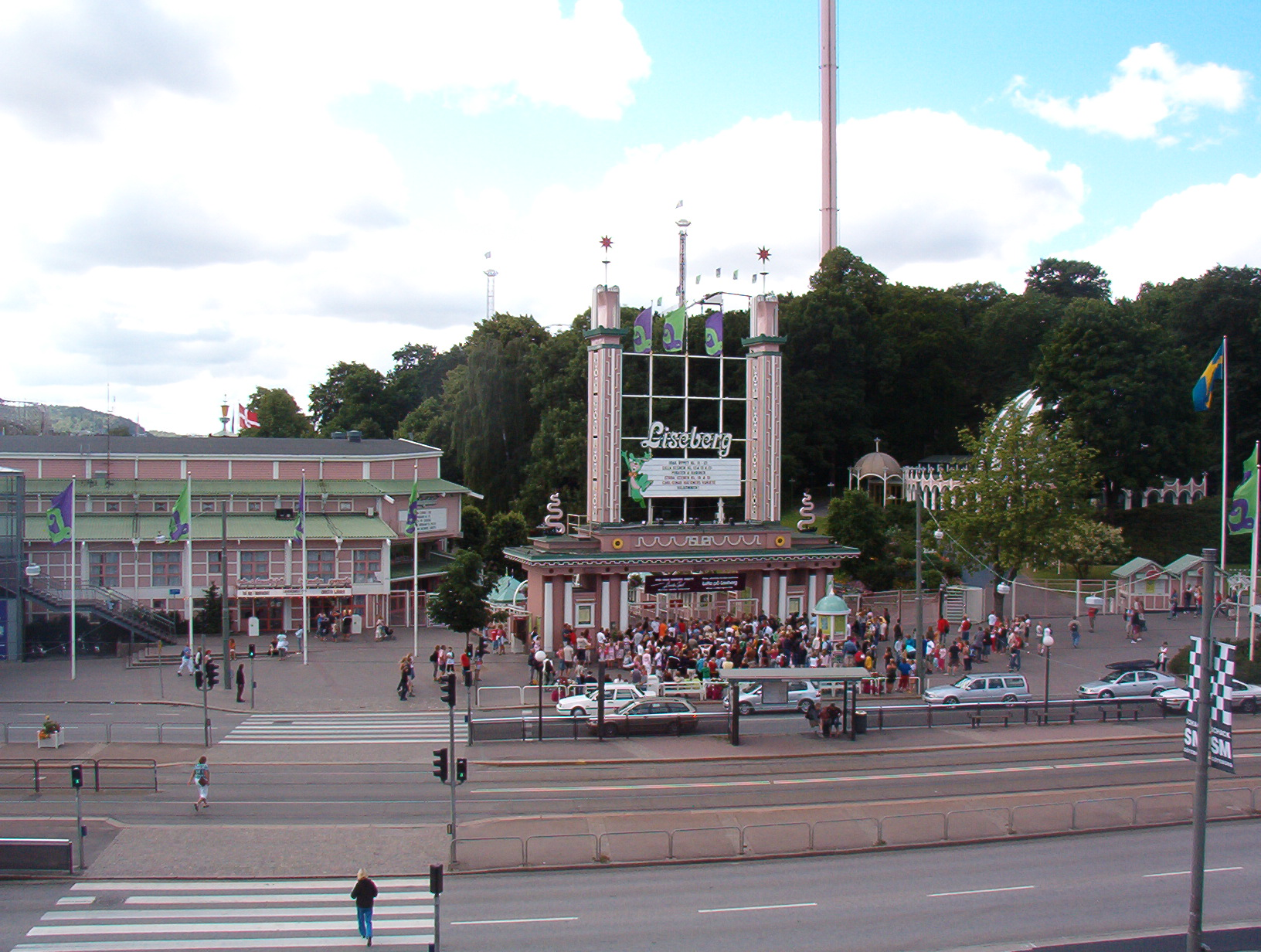
Eingang zu Liseberg mit der Lisebergshallen (2005)

### Sport
Lisebergshallen war die Heimspielstätte der Handballmannschaft Redbergslids IK.
In der Halle wurde ein Teil der Spiele der Unihockey-Weltmeisterschaft 2014 sowie des World Cups im Männer-Handball 1999 ausgetragen.

### Weitere Veranstaltungen
Künstler, die in der Arena aufgetreten sind, waren unter anderen Galenskaparna och After Shave (1985 und 1994), Jerry Lee Lewis (2007), Joakim Thåström (1999), Europe (2006 und 2009), Kent (2007), Dia Psalma (2007), Christer Sjögren (2011) und Motörhead (2011). In der Halle fand in den Jahren 1982, 1984, 1987 und 1993 das Melodifestivalen statt.

## Abriss
Die Halle wurde im Winter und Frühjahr 2019 abgerissen, um Platz für den Västlänken-Eisenbahntunnel zu schaffen. Liseberg, das aufgrund des Abrisses von Trafikverket entschädigt wurde, hat entschieden, keine neue Sporthalle zu errichten, wenn Västlänken fertiggestellt ist.